# Лумиракоксиб
Лумиракоксиб — нестероидный противовоспалительный препарат, селективный ингибитор циклооксигеназы-2 (ЦОГ-2; латиницей — COX-2). Производился компанией Novartis. Продается в нескольких странах, включая Мексику, Эквадор и Доминиканскую Республику под торговым наименованием Prexige (иногда неверно цитируется как «Престиж», средствами массовой информации).
Lumiracoxib имеет несколько отличительных особенностей. Его структура отличается от структуры других ингибиторов ЦОГ-2, таких как целекоксиб: люмиракоксиб является аналогом диклофенака (один хлор, замещенный фтором, фенилуксусная кислота имеет другую метильную группу в метаположении), что делает её членом арилалкановой кислоты класс НПВП; он связывается с другим сайтом на ферменте ЦОГ-2, чем другие ингибиторы ЦОГ-2; это единственный кислотный коксиб и имеет самую высокую селективность по ЦОГ-2 любого НПВП.
С момента своего первоначального утверждения люмиракоксиб был отозван с рынка в нескольких странах, в основном из-за его способности вызывать печеночную недостаточность (иногда требуется трансплантация печени). Он никогда не был одобрен для использования в Соединенных Штатах.

## Применение в лечебной практике

### Лечение послеоперационной боли
Лумиракоксиб 400 мг, назначаемый в виде одной пероральной дозы, является эффективным обезболивающим средством для острой послеоперационной боли и имеет относительно длительную продолжительность действия. Неблагоприятные события с люмиракоксибом не отличались от плацебо.

## История
Исследование TARGET (Терапевтическое исследование артрита и исследование желудочно-кишечного тракта) было проведено с более чем 18 000 пациентов, чтобы проверить его желудочно-кишечную и сердечно-сосудистую безопасность против напроксена и ибупрофена, а также изучить его эффективность против этих двух НПВП.
В ноябре 2006 года Prexige получила одобрение на маркетинг для всех стран Европейского союза с помощью общей процедуры, называемой MRP. Однако в августе 2007 года Prexige был отозван с рынка в Австралии после 8 серьёзных нежелательных явлений в печени, включая 2 смерти и 2 трансплантации печени. 27 сентября 2007 года Управление по контролю за продуктами и лекарствами США выпустило неодобрительное письмо для люмиракоксиба, требующее дополнительных данных о безопасности. Канада сняла Prexige (одобренную только в дозе 100 мг) в октябре 2007 года. Несколько стран Европейского союза последовали этому примеру в ноябре 2007 года.
FDA отклонил Prexige как торговое название лумиракоксиба в 2003 году. Prexede было предложено в качестве альтернативы, но FDA Division of Medication Errors and Technical Support (DMETS) впоследствии рекомендовал и против него.

### Вывод с рынка
11 августа 2007 года администрация терапевтических товаров Австралии (TGA, национальное агентство, ответственное за регулирование фармацевтических препаратов) отменила регистрацию люмиракоксиба в Австралии из-за опасений, что прием данного препарата может привести к печеночной недостаточности.
Согласно главному медицинскому советнику TGA, доктору Рохану Хэмметту, по состоянию на 10 августа 2007 года TGA получила 8 сообщений о серьёзных побочных реакциях печени на препарат, включая две смерти и две трансплантации печени.
"TGA и его экспертный консультативный комитет, Консультативный комитет по неблагоприятным реакциям на наркотики (ADRAC), срочно расследовали эти сообщения. Сегодня ADRAC рекомендовал отменить регистрацию Lumiracoxib в связи с серьёзностью сообщаемых побочных эффектов, связанных с этим препаратом, — сказал доктор Хэмметт.
"TGA принял этот совет, чтобы отменить регистрацию Lumiracoxib, чтобы предотвратить дальнейшие случаи серьёзного повреждения печени.
«Похоже, что чем дольше люди находятся на медицине, тем больше вероятность травмы печени. Поэтому TGA советует людям немедленно прекратить прием Lumiracoxib и обсудить альтернативные методы лечения со своим врачом», — сказал доктор Хэммет.
Новая Зеландия последовали примеру Австралии с отзывами Prexige.
3 октября 2007 года Health Canada потребовала прекратить продажу Prexige. Novartis согласился с просьбой и предпринял шаги для этого. 13 декабря 2007 года Европейское агентство по лекарственным средствам рекомендовало отказаться от Prexige со всех рынков ЕС.
17 января 2008 года Департамент здравоохранения Филиппин приказал Novartis Healthcare Phils. Inc. (Novartis), чтобы удалить (вспомнить) весь люмиракоксиб из местных аптек через 2 недели из-за вредного воздействия препарата (потенциальные серьёзные побочные эффекты, связанные с печенью, гепатотоксичность или нарушение работы легких).
22 июля 2008 года Национальное агентство по надзору за здоровьем Бразилии приказало изъять 100 мг препаратов люмиракоксиба и приостановить маркетинг препарата на 400 мг в течение 90 дней после трехлетнего обзора безопасности обнаружили заметное увеличение нежелательных явлений отчеты; Было обнаружено, что 35 % связанных с люмиракоксибом нежелательных явлений, зарегистрированных во всем мире в период с июля 2005 года по апрель 2008 года, имели место в Бразилии. Lumiracoxib был окончательно снят с бразильского рынка 3 октября 2008 года.
12 ноября 2008 года INVIMA, Колумбийский национальный институт по контролю за продуктами и лекарствами, распорядился отозвать все презентации Lumiracoxib (Prexige) из-за международных сообщений о гепатотоксичности.
Lumiracoxib является селективным ингибитором циклооксигеназы-2 (ЦОГ-2). Ингибиторы ЦОГ-2 были разработаны для предотвращения связанных с ЦОГ-1 желудочно-кишечных проблем при сохранении обезболивающей и противовоспалительной активности традиционных нестероидных противовоспалительных препаратов (НПВП).